# Ostrovo
Ostrovo (srp. ćir. Острово; mađ. Lászlófalva), je naselje u Republici Hrvatskoj, u sastavu Općine Markušica, u Vukovarsko-srijemskoj županiji. 

## Stanovništvo

### Popis stanovništva 2001.
Prema popisu stanovništva iz 2001. godine, naselje je imalo 760 stanovnika te 252 obiteljskih kućanstava. Stanovništvo je većinski srpske nacionalnosti.

### Popis stanovništva 2011.
Prema popisu stanovništva iz 2011. godine, u Ostrovu živi 612 stanovnika.
| broj stanovnika | 629   | 702   | 678   | 739   | 771   | 746   | 731   | 897   | 762   | 849   | 924   | 1040  | 938   | 884   | 760   | 612   | 408   |
|                 | 1857. | 1869. | 1880. | 1890. | 1900. | 1910. | 1921. | 1931. | 1948. | 1953. | 1961. | 1971. | 1981. | 1991. | 2001. | 2011. | 2021. |

## Gospodarstvo
Stanovništvo se većinom bavi poljoprivredom.

## Obrazovanje
U selu postoji četverogodišnja osnovna škola. Ona je 1789. godine osnovana kao jednorazredna konfesionalna osnovna škola s 42 učenika. Iako je ranije ona bila i osmogodišnja, u drugoj polovini 20. stoljeća, ona postaje područna škola u sastavu OŠ Vladimir Nazor iz Vinkovaca (do 1990. godine), a zatim u sastavu OŠ Markušica iz Markušice (od 1992. godine), te se sada u njoj nastava odvija na srpskom jeziku i ćiriličnom pismu.

## Udruge
- SKD Prosvjeta – pododbor Ostrovo
- Lovačko društvo "Jelen"

## Spomenici i crkve
U selu se nalazi pravoslavna crkva sv. Jovana Krstitelja.

## Sport
- Nogometni klub Obilić, županijski ligaš